# Hyophila acutifolia
Hyophila acutifolia är en bladmossart som beskrevs av K. Saito 1975. Hyophila acutifolia ingår i släktet Hyophila och familjen Pottiaceae. Inga underarter finns listade i Catalogue of Life.